# Palazzo Bevilacqua (Ferrara)
Palazzo Bevilacqua  è un palazzo di Ferrara posto nel Quadrivio degli Angeli, al centro dell'Addizione Erculea. Si trova in corso Ercole I d'Este, di fronte al palazzo Prosperi-Sacrati.

## Storia

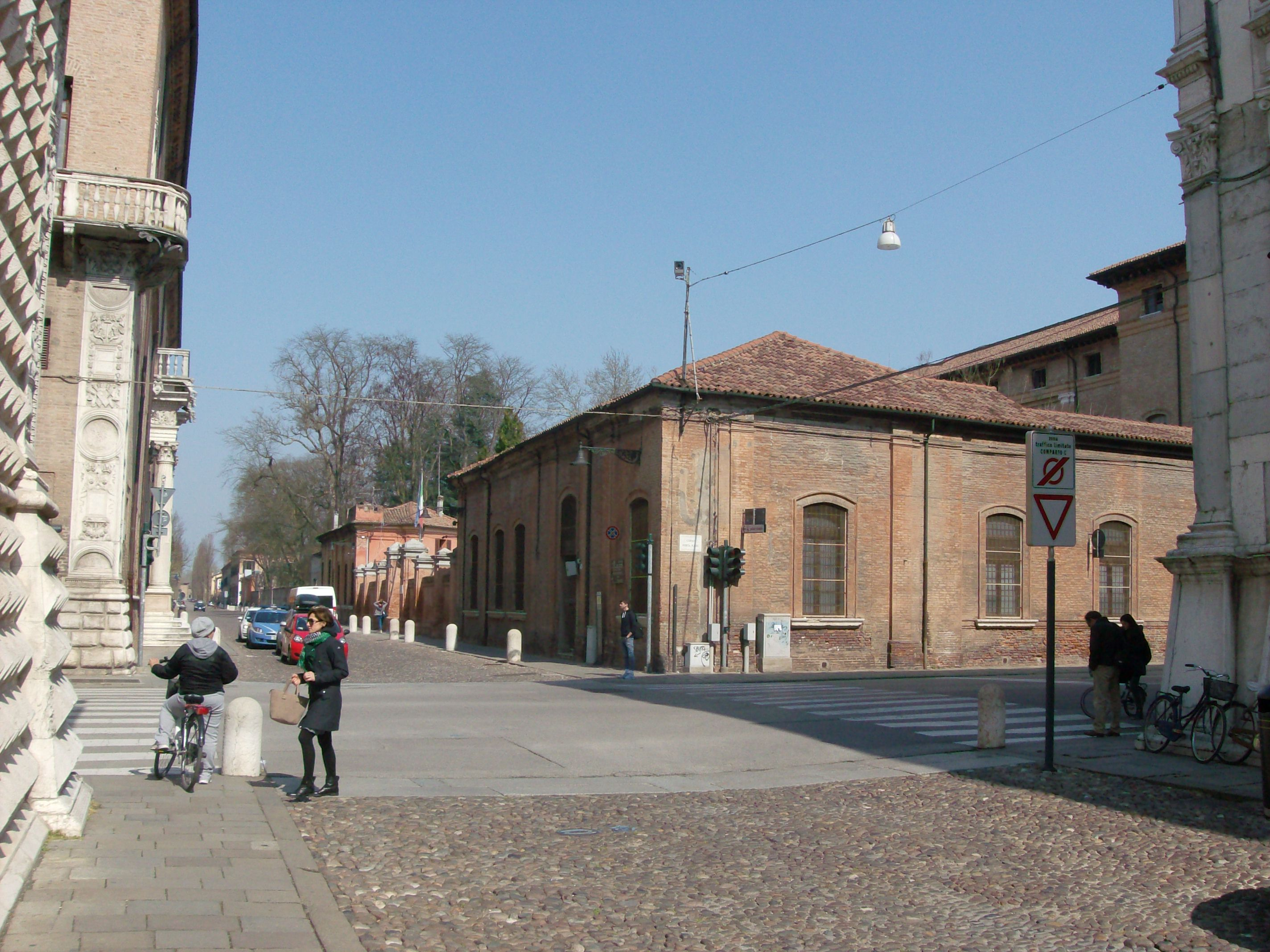
Quadrivio degli Angeli. In secondo piano l'ingresso del cortile di palazzo Bevilacqua.

Il palazzo fu edificato nel 1493 da Bonifacio Bevilacqua, Giudice dei Savi, su un terreno che acquistò dalla famiglia Contrari. In seguito il palazzo venne ceduto agli Este, fu dimora di Cesare d'Este e nel 1633 fu venduto alla famiglia Rossetti.
Nel 1736 il palazzo era di proprietà del conte Pallavicini e fu venduto nel 1769 alla Camera apostolica che lo trasformò in caserma della guardia a cavallo del cardinal Legato. Dopo la proclamazione del Regno d'Italia la caserma venne utilizzata dall'Esercito, dall'Arma dei Carabinieri e dal 1948 dalla Polizia di Stato.